# Valkyrjen (1896)
«Валкіріен» був раннім ескадреним мінноносцем Королівського ВМС Норвегії, побудованим на верфі Шихау (F. Schichau) в Ельбінгу, на той час території Німеччини. Кошти на корабель зібрали жінки Норвегії, тож назву корабель отримав на їх честь . Прізвиськом корабля стало Damernes krigsskib («військовий корабель пань»). 

## Конструкція
Корабель мав невеликі розміри - водотонажність 422 тони. Водночас він був більший за британські та французькі есмінці першого покоління і лише трохи менший за перший американський.   

## Історія служби
Корабель пройшов перші морські випробування 11 травня 1896 року і був швидко прийнятий. Його завершили в Гортені, Норвегія, і доставлили на огляд міністру оборони в Крістіанії (Осло ) 17 травня 1896 року. Корабель був відкритий для публіки на два дні, перш ніж відплисти назад до Гортена. 
У серпні 1920 року «Валкіріен» проводив навчання на західному узбережжі з основними кораблями Норвегії «Торденскьольд» та «Гаральд Хаарфагре». Після повернення до Бергена він був виключений зі складу флоту 27 вересня 1920 року. У 1922 році з «Валкіріен» зняли усі  придатні для повторного використання матеріали, а потім продали на металобрухт у 1923 році